# Burmester Audiosysteme
Die Burmester Audiosysteme GmbH ist ein deutscher Hersteller hochwertiger Audiokomponenten. Das Unternehmen mit Sitz in Berlin-Schöneberg wurde 1977 von Dieter Burmester gegründet. Alle Produkte von Burmester Audiosysteme sind im audiophilen High-End-Bereich angesiedelt.

## Geschichte
Dieter Burmester, seit frühester Jugend Musiker,
sah sein Ziel darin, durch seine Audio-Komponenten und Lautsprecher Musik so natürlich und unverfälscht wie möglich wiederzugeben.
Das erste Gerät entstand aus der Not eines defekten Vorverstärkers. Da die auf dem Markt angebotenen Produkte seinen Ansprüchen nicht genügten, baute er sich seinen eigenen Vorverstärker 777 aus Teilen für medizinische Geräte, die er damals in einem eigenen Ingenieurbüro herstellte. So wurde 1978 die Burmester Audiosysteme GmbH gegründet. Da der 777 unerwartet erfolgreich war, wollte Burmester die erste HiFi-Endstufe mit symmetrischer Signalführung auf den Markt bringen. Dies war eine Neuheit für die HiFi-Welt, weshalb es zunächst schwierig war, Journalisten und Händler von diesem Produkt zu überzeugen. Bereits seit 1978 wurde das für den Hersteller charakteristische Chromdesign eingeführt, welches vielfach kopiert wurde und seinen Weg ins Museum of Modern Art nach New York fand.

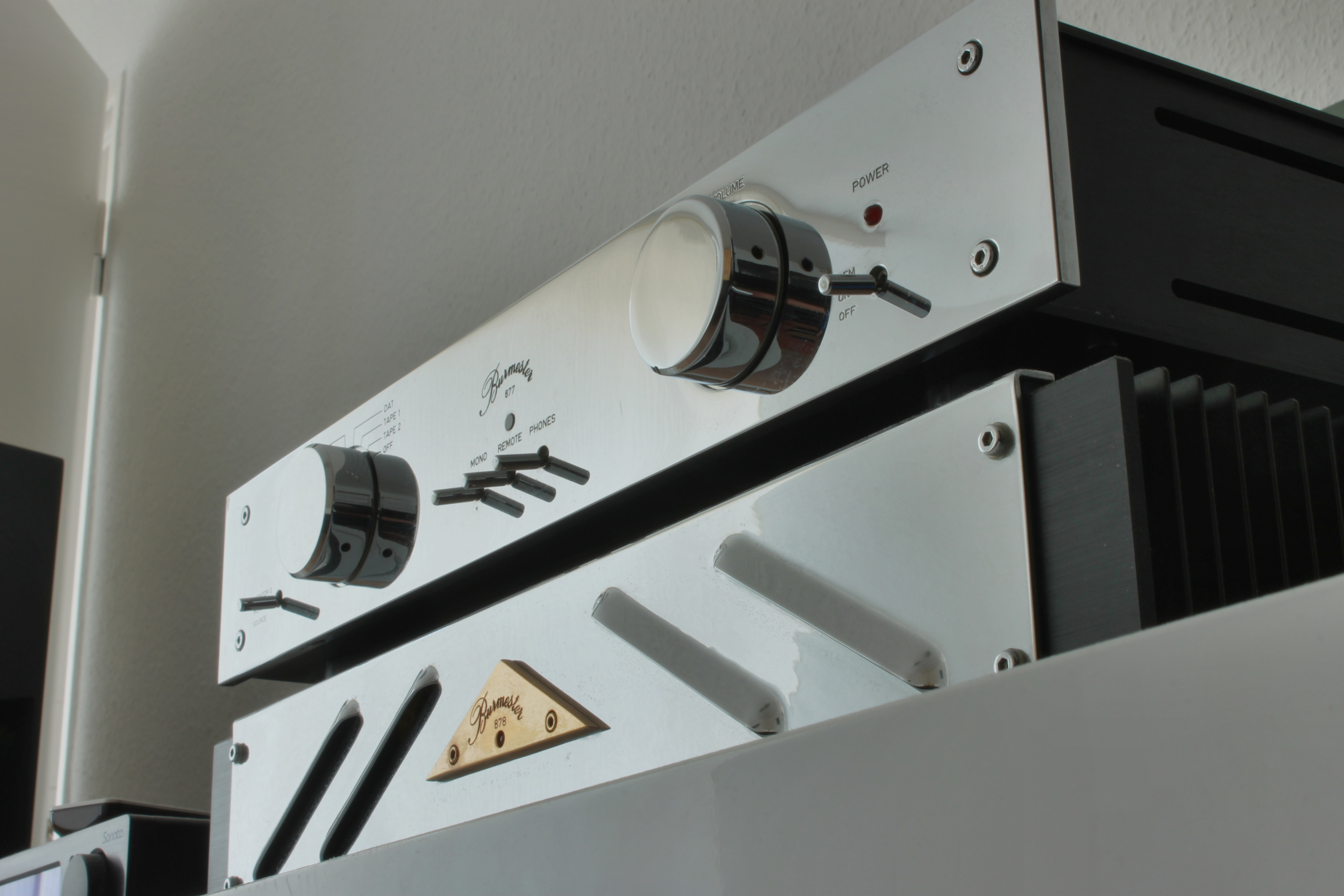
Burmester-877-Vorverstärker und 878-Endstufe

Mit dem Modell 808 entwickelt und produziert Burmester 1980 den weltweit ersten modularen Vorverstärker. Außerdem arbeitete Dieter Burmester von Anfang an im Ende 1982 gegründeten Interessenverband für hochwertige Unterhaltungselektronik, der High End Society e. V., mit.
Weitere Meilensteine sind die 1983 erstmals verwendete vollsymmetrische Signalverarbeitung, der 1987 veröffentlichte gleichstromgekoppelte Signalweg vom Tonabnehmersystem bis zum Lautsprecher und die im selben Jahr entwickelte ferngesteuerte Lautstärkeregelung über eine Relaisschaltung.

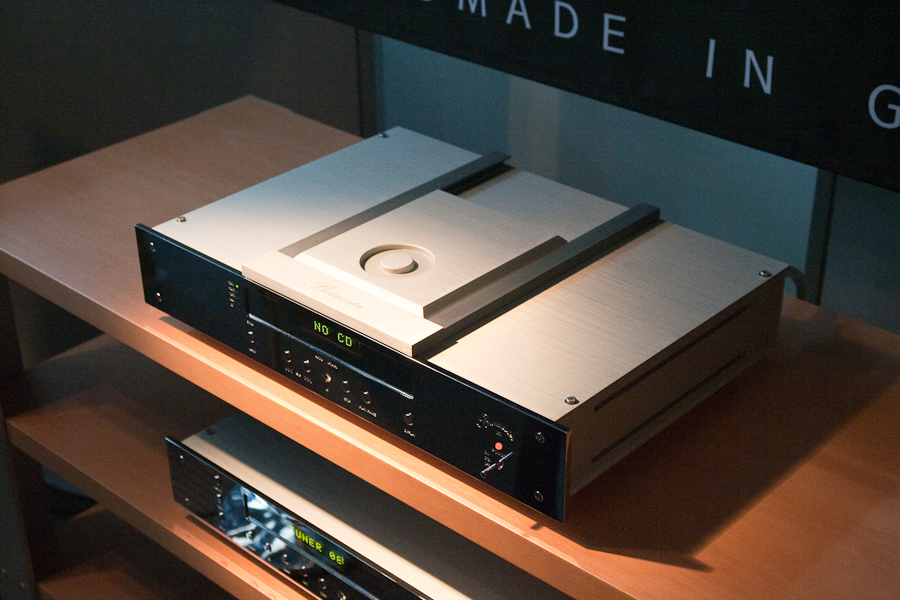
Burmester CD-Spieler, 2009 auf der High End

1991 brachte das Unternehmen als einer der ersten Hersteller einen CD-Player mit Riemenlaufwerk heraus. Seit 1994/95 hat Burmester auch Lautsprecher im Sortiment, wobei Air Motion Transformer als Hochtöner verwendet werden und die Chassis für den Mitteltonbereich mit 17 cm Durchmesser ungewöhnlich groß sind. Ebenfalls 1994 baute Burmester eine Universal-Lösung zur Reinigung der Netzversorgung.
Etwa 2011 kamen InWall-Lautsprecher ins Programm. Im Mai 2017 stellte Burmester seinen ersten Plattenspieler überhaupt, den 175, vor, Auslieferungen begannen erst Ende 2019, im Oktober 2021 folgte mit dem 217 ein kleineres und etwas günstigeres Modell. Im Mai 2018 präsentierte das Unternehmen mit der Einführung des 159 Mono-Endverstärkers die leistungsstärkste Endstufe in der Firmengeschichte. Seit 2018 erweitert der Hersteller sein Sortiment und bietet neben einzelnen Lautsprechern und Komponenten auch verschiedene Komplettsysteme an. Seit Ende 2023/Anfang 2024 bietet der Hersteller mit dem eingeführten BESPOKE-Konzept auch die Möglichkeit zur Kreation individueller Einzelstücke an. Zudem initiierte Burmester im Jahr 2024 das Projekt PURE SOUND. 
Sämtliche Geräte werden bis heute in Berlin entwickelt, von Hand gefertigt und an Händler in ca. 50 Ländern auf 5 Kontinenten vertrieben. Der Großteil der Bauteile wird aus Deutschland bezogen. Die Burmester Audiosysteme GmbH war Mitglied in der Initiative deutscher Manufakturen und ist Mitglied im Meisterkreis Deutschland.
Das Unternehmen wurde nach dem Tode Dieter Burmesters am 15. August 2015 von seiner Witwe Marianne Burmester weitergeführt. Ab dem 1. Januar 2017 stieg Andreas Henke in die operative Geschäftsführung der Burmester Audiosysteme GmbH ein; er hatte Dieter Burmester in einem Porsche-Projekt persönlich kennengelernt. 2018 beschäftigte Burmester etwa 100 Mitarbeiter. Am 15. April 2021 folgte der Diplom-Ingenieur Frank Weise in die Rolle des neuen Geschäftsführers. Frank Weise trat Ende 2023 von seinem Amt zurück, während Marianne Burmester am 1. Januar 2024 ihre Rolle als Geschäftsführerin aufgab und die Verantwortung an Thorsten Poenig und Thomas Schneider übertrug. Sie bleibt jedoch weiterhin als Gesellschafterin im Familienunternehmen aktiv.

## Burmester Automotive

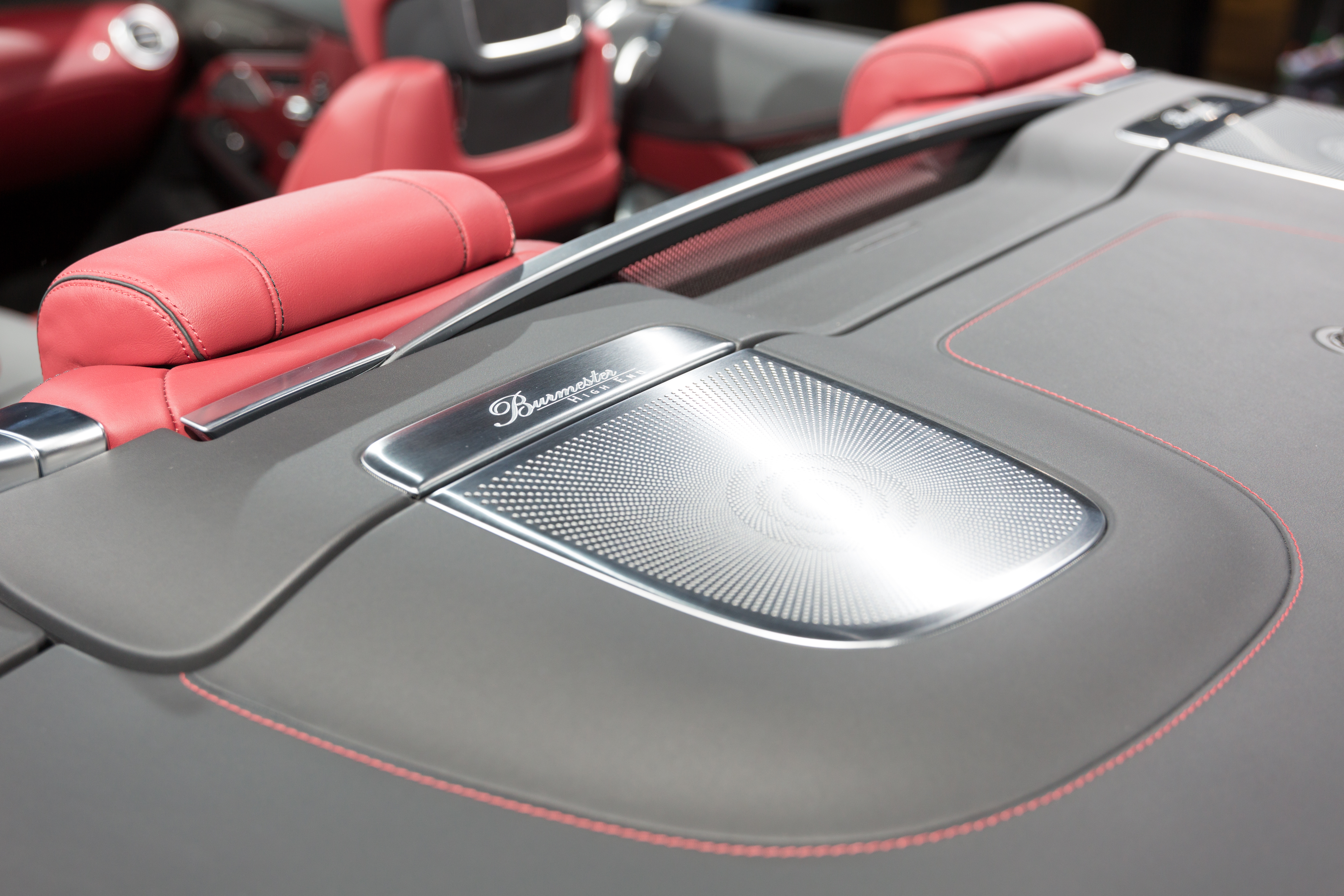
Burmester-Lautsprecher in einem Mercedes-Cabrio

Seit 2003 werden bei Burmester auch hochwertige Hifi-Anlagen für Fahrzeuge entwickelt.
Dieter Burmester begann mit einem Soundsystem für den Bugatti Veyron.
Mit der Einführung des Porsche Panamera im Jahr 2009 wurde das Burmester High End Surround Sound System als optionale Soundausstattung bei Porsche eingeführt. Mit den Folgejahren befindet sich ein Burmester-System auch in der Aufpreisliste für die restlichen Modelle.
2009 startete auch die Entwicklungspartnerschaft von Burmester und Mercedes-Benz. Gemeinsam entwickelte man zwei neue Audiosysteme, speziell für die S-Klasse. In den Jahren darauf folgen weitere Soundsysteme für die C-Klasse, die V-Klasse, die E-Klasse und die G-Klasse. Im Rahmen der Partnerschaft entstehen auch Soundsysteme für den Mercedes-AMG GT sowie für die Mercedes-Maybach S-Klasse.
Ende 2020 veröffentlichte Burmester mit dem High-End 4D Surround Soundsystem eine neue Innovation gemeinsam mit Mercedes-Benz in der S-Klasse. Burmesters Soundsysteme bei Porsche und Mercedes-Benz bieten unterschiedliche Grundeinstellungen wie beispielsweise Pure, Smooth, Live und mehr. Der 3D-Modus ist für alle Mercedes-Modelle verfügbar, während die Auro 3D-Funktion bei Porsche in den Modellen Panamera, Cayenne, Taycan und Macan erhältlich ist.